# Windische Kapelle (Dobratsch)

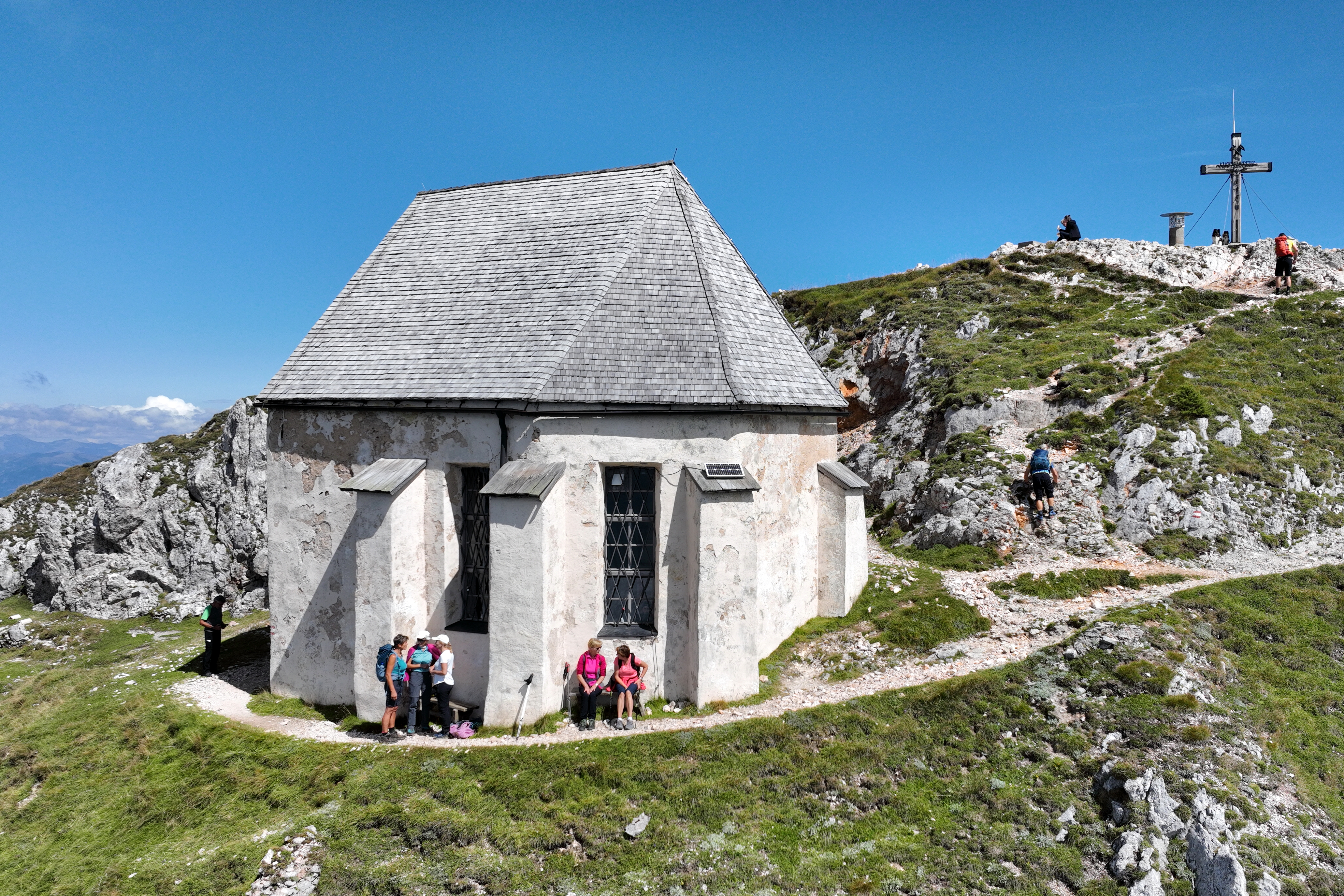
Windische Kapelle auf dem Dobratsch

Die Windische Kapelle ist eines der beiden Marienheiligentümer am Gipfel des Dobratsch in der Gemeinde Nötsch im Gailtal. Sie ist dem Fest Mariä Himmelfahrt geweiht. „Windische Kapelle“ wird sie zur Unterscheidung von der 300 m entfernten Deutschen Kapelle, die der „Maria am Stein“ geweiht ist, bezeichnet.
Die Kapelle wurde 1690 vom Schlossherrn von Wasserleonburg, dem Freiherrn von Semler, in Erfüllung eines Gelübdes errichtet. 
Einer anderen Legende nach war die Stifterin eine Frau Semmler, Besitzerin auf Wasserleonburg, deren taubstummer Sohn aufgrund der Fürsprache der Gottesmutter geheilt wurde.
Bis 1760 war die Kirche eine Filiale von Sankt Georgen im Gailtal. Heute gehört sie zur Pfarre Saak.
Die Kapelle wird am 3/8-Schluss des Chores von Strebepfeilern gestützt. Das Westportal besitzt eine reliefierte Steinfassung, die Tür ist mit „FCVA 1825“ bezeichnet. Das Fresko über der Tür mit der Darstellung einer „Schwarzen Madonna“ stammt von Helga Druml, geboren 1972 in Villach.
Im Inneren ist der Bau mit floralem Gewölbestuck vom Anfang des 18. Jahrhunderts überzogen. Am in Scagliolatechnik gefertigten Ädikulaaltar aus Kunststein steht in einer Nische eine Maria mit Kind.

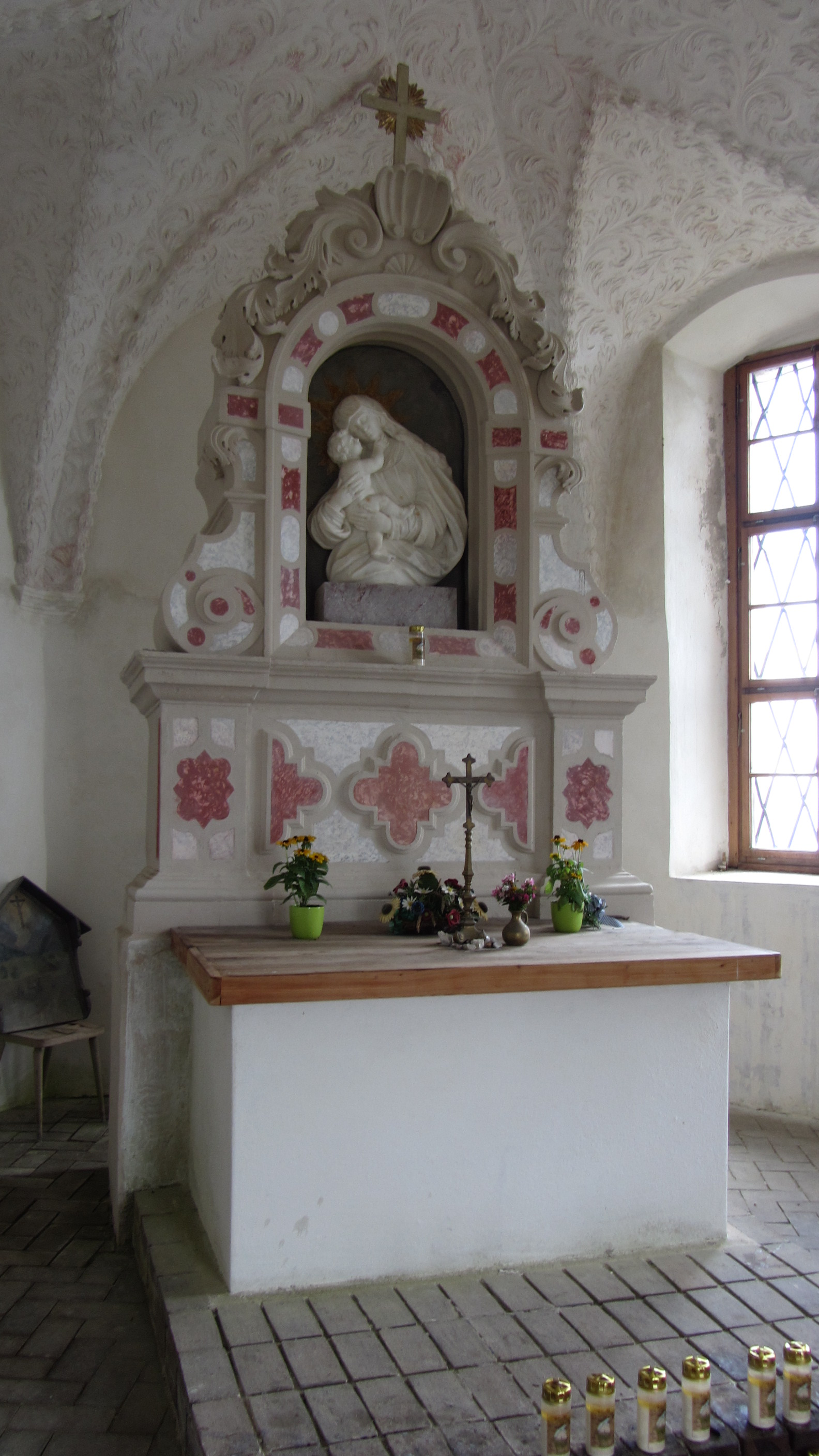
Altar im Innern der Kapelle
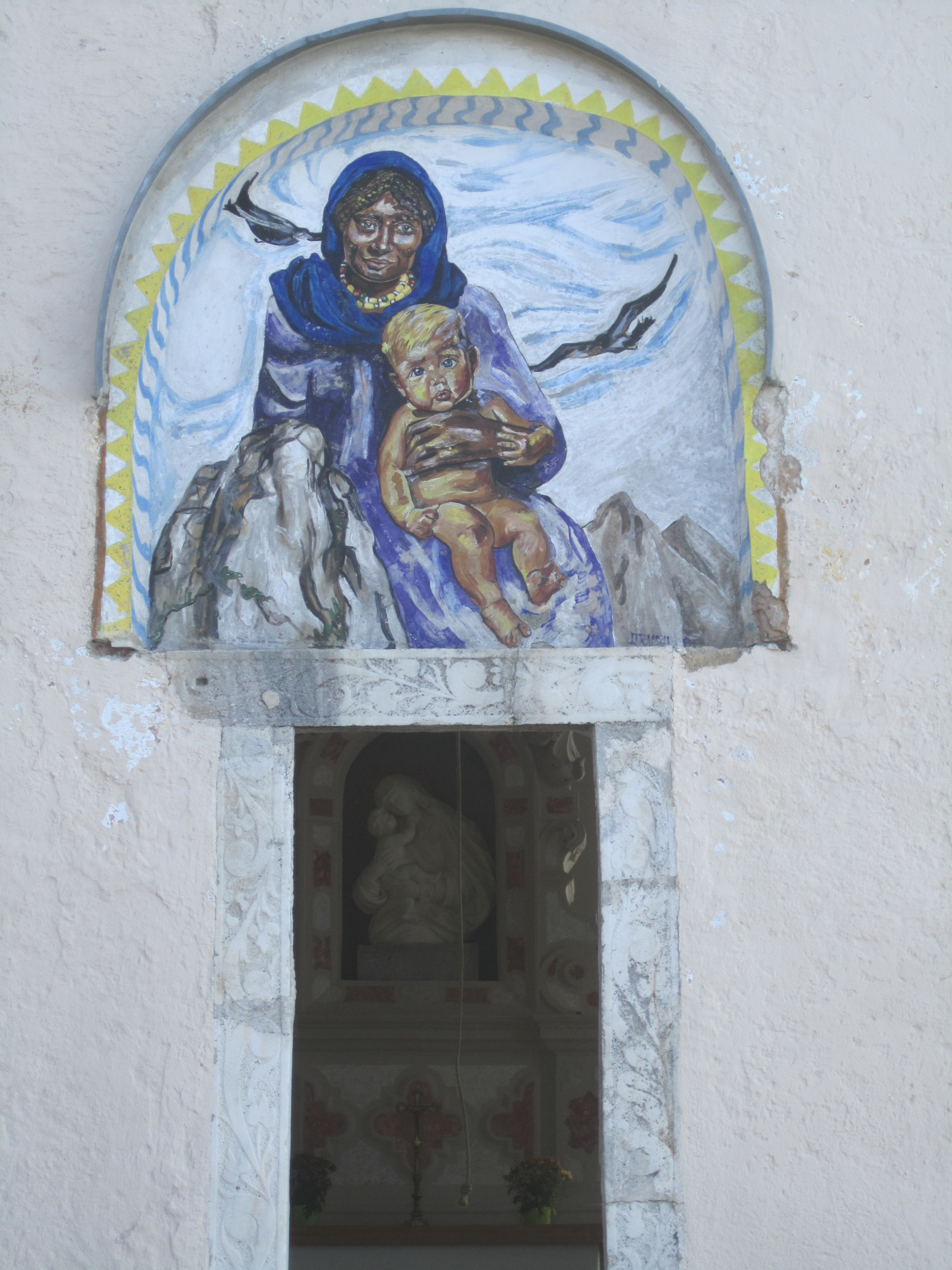
Schwarze Madonna mit Innenbereich
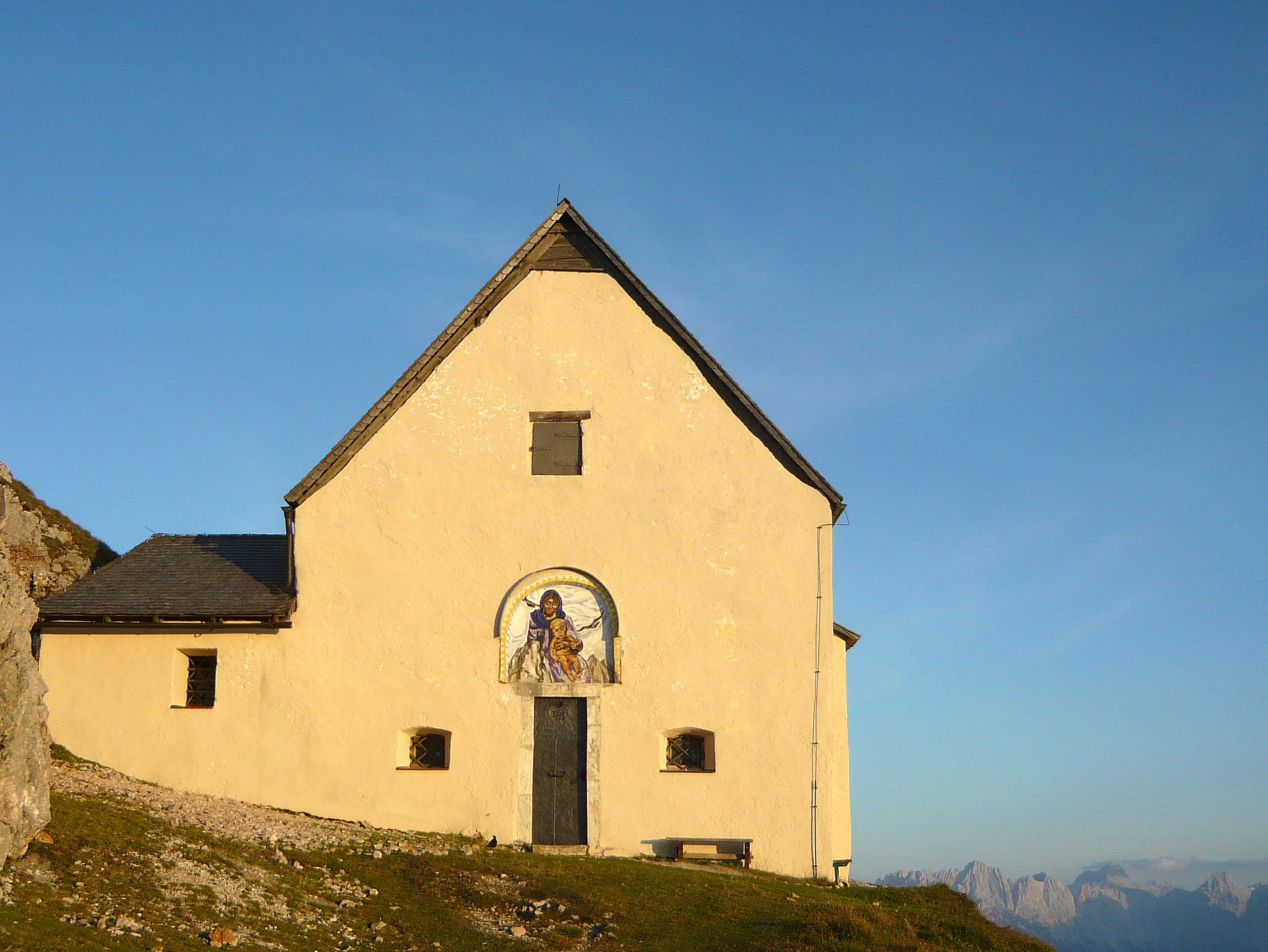
Nordwestansicht der Kapelle (vor der Restaurierung, 2011)
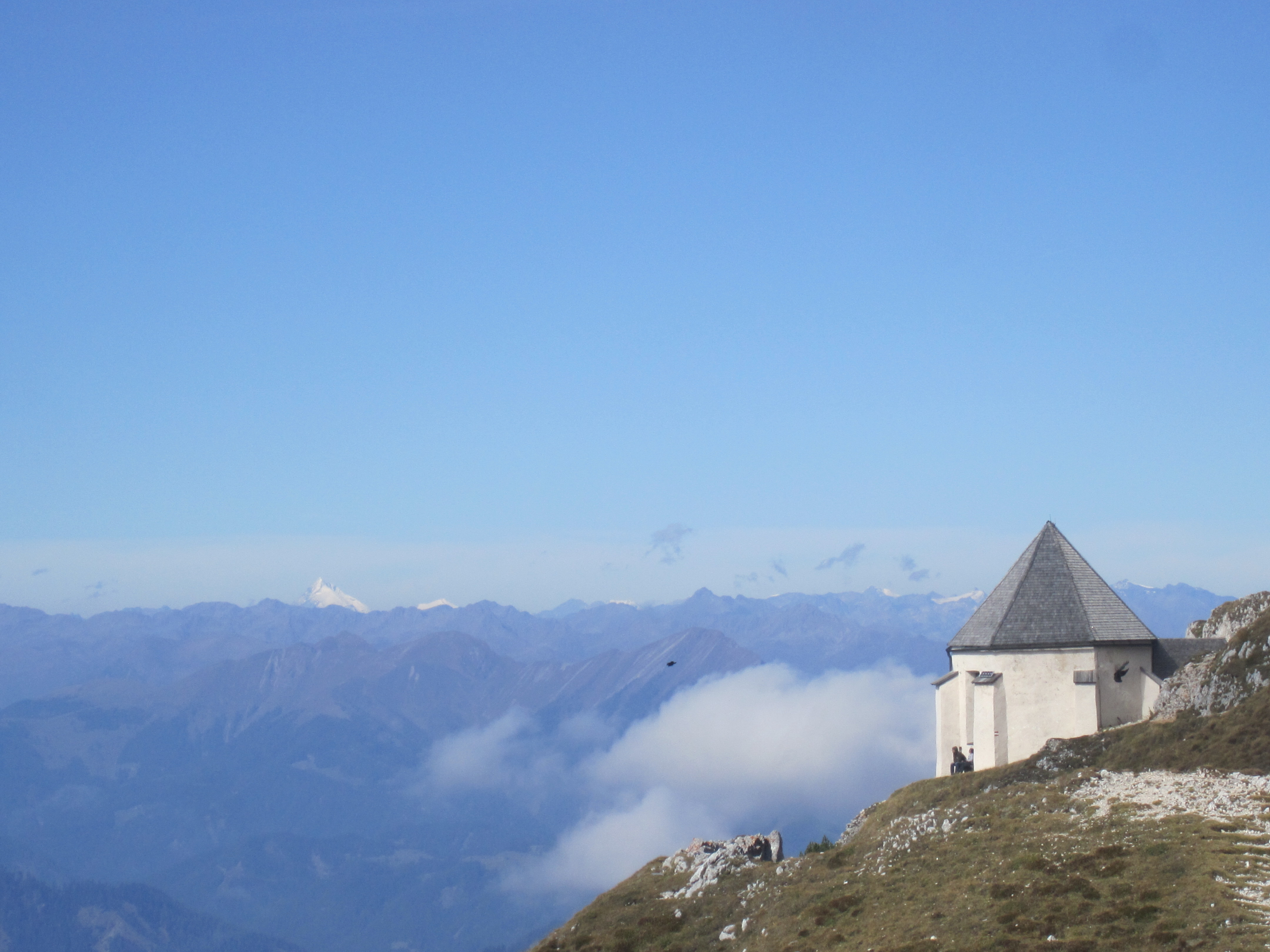
Blick vom Dobratsch/Dobrač gegen Westen, im Vordergrund die Windische/Slowenische Kapelle